# Paul-Louis Huvelin
Pour les articles homonymes, voir Huvelin.
Paul-Louis Huvelin, né le 11 avril 1873 à Mirebeau-sur-Bèze (Côte-d'Or) et mort le 2 juin 1924 dans le septième arrondissement de Lyon est un historien français du droit.

## Biographie
Paul-Louis Huvelin naît le 11 avril 1873. Il effectue une partie de sa scolarité au lycée de Vesoul puis sa classe de philosophie au collège Stanislas, durant laquelle il obtient le sixième accessit au concours général de dissertation française de 1890. Il est institué agrégé des facultés de droit le 27 novembre 1899.
Il passe presque toute sa carrière d'enseignant à la Faculté de droit de l'université de Lyon, où il fait ses débuts en 1899. Cette même année, il prend contact avec Marcel Mauss, duquel il se rapproche. Il est accueilli dans le groupe d'Émile Durkheim et collabore régulièrement, dès lors, à L'Année sociologique.
Vers la fin de sa vie, il s'implique dans les efforts visant à enrayer le déclin de l'influence française au Proche-Orient. Il participe à la fondation de l'école de droit de l'université Saint-Joseph de Beyrouth en 1913. En 1919, il conduit une mission envoyée en Syrie pour évaluer les menaces pour les intérêts français dans la région.
Il meurt le 2 juin 1924.

## Publications
- Essai historique sur le droit des marchés et des foires, thèse pour le doctorat rédigé pour la faculté de droit de l'université de Paris, A. Rousseau, Paris, 1897, 620 p.[6]
- Histoire du régime des biens entre époux en Normandie d'après les diverses rédactions de la Coutume, composition d'histoire du droit, A. Rousseau, Paris, 1898, 20 p.[7]
- Du Pouvoir souverain des Parlements en matière civile et des voies de recours organisées par les ordonnances de 1539 à 1629 contre les arrêts définitifs, composition d'histoire du droit, A. Rousseau, Paris, 1899, 12 p.[8]
- La Notion de l'« injuria » dans le très ancien droit romain, in Annales de l'Université de Lyon, A. Rey, Lyon, 1903, 131 p.[9]
- Inscriptions. Loi réglant la vente du bois et du charbon à Délos, en collaboration avec E. Schulhof, in Bulletin de correspondance hellénique, École française d'Athènes, Paris, 1905, 70 p.[10]
- L'« Arbitrium liti aestimandae » et l'origine de la formule, in Mélanges Gérardin, L. Larose et L. Tenin, Paris, 1907, 36 p.[11]
- La Solidarité de la famille en Grèce et la méthode du droit comparé, d'après un livre récent, in Nouvelle Revue historique du droit français et étranger, L. Larose et L. Tenin, Paris, 1907, 27 p.[12]
- Études sur le « furtum » dans le très ancien droit romain, in Annales de l'Université de Lyon, A. Rey, Lyon, 1915, 865 p.[13]
- L'Allemagne en Orient. Conférence faite le 22 mai 1915, in Questions de guerre, Université de Lyon, Trévoux, 1916, 45 p.[14]
- Que vaut La Syrie ?, Congrès français de la Syrie, E. Champion, Paris, 1919, 56 p.[15]
- Cours élémentaire de droit romain. La Procédure, les Personnes, les Droits réels, les Successions et Donations, t. I, Société anonyme du « Recueil Sirey », 1927, 761 p.[16]
- Cours élémentaire de droit romain. Les Obligations, t. II, Société anonyme du « Recueil Sirey », 1929, 394 p.[17]
- Études d'histoire du droit commercial romain (histoire externe, droit maritime), Sirey, Parsi, 1929, 298 p.[18]

## Distinctions

### Hommages
- La rue Huvelin de Beyrouth a été nommée en son honneur.

### Décorations
- Chevalier de la Légion d'honneur[19]